# Michael Krohn-Dehli
Michael Krohn-Dehli (Hvidovre, Dinamarca, 6 de juny de 1983) és un exfutbolista professional danès que jugava de centrecampista ofensiu.

## Trajectòria

### Inicis
Va començar a jugar al futbol al Rosenhøj BK de Dinamarca, i posteriorment en altres clubs danesos com el Hvidovre IF o el Brøndby IF. Amb 19 anys provà sort a les categories inferiors de l'AFC Ajax dirigit per Danny Blind, però després de no convèncer a l'entrenador del primer equip, Ronald Koeman, marxà lliure al RKC Waalwijk (entrenat per Erwin Koeman, germà de Ronald).

### RKC Waalwijk
El seu debut professional es va produir el 15 d'agost de 2004 amb el RKC Waalwijk de l'Eredivisie neerlandesa, en un empat a zero contra l'FC Groningen en què va jugar els primers 85 minuts de partit. Passat un mes, el 26 de setembre de 2004, marcava el seu primer gol com a professional en un partit que l'enfrontà al NAC Breda; era el minut 65 de partit i suposava el 0-3 visitant, que al final del partit es traduiria en una contudent victòria a domicili per 0-4.
En les dues temporades que va romandre a l'equip (2004/05 i 2005/06) va guanyar-se un lloc com a titular, i arribà a disputar un total de 48 partits marcant 2 gols. Mentre que a la primera disputà gairebé la totalitat de minuts de joc, durant el primer tram de la segona va perdre la continuïtat causa d'una lesió al genoll.

### Ajax i cessió a l'Sparta Rotterdam
Dos anys després, a l'estiu de 2006, fou repescat lliure per l'AFC Ajax, però al participar únicament en tres partits - cap dels 3 com a titular -, va marxar cedit durant el mercat d'hivern l'Sparta Rotterdam neerlandès, on jugà 4 matxs i marcà 1 gol.
Després del seu retorn de la cessió la temporada 2007/08, la seva participació a oficial fou ínfima: 15 minuts disputats en Lliga el desembre contra el Willem II Tilburg.

### Brøndby IF
Traspassat lliure l'agost de 2008 al Brøndby IF danès, aquest va ser l'equip en el qual finalment es va assentar i va aconseguir tenir la importància que buscava. El seu gran rendiment en aquest club el portà a disputar els seus primers matxs amb la selecció de Dinamarca i a marcar el seu primer gol en una competició europea de clubs - contra el Rosenborg BK noruec a l'Lliga Europa de la UEFA -.
Durant aquesta etapa es donà la seva millor temporada el curs 2010/11, en què va esdevenir un dels golejadors del campionat nacional, ja que va aconseguir marcar 12 gols i va repartir 8 assistències al llarg dels 35 partits que va jugar. 
Després de cinc temporades, Krohn-Dehli posà punt final a la seva etapa al club danès amb un bagatge de 144 partits disputats, 31 gols marcats i 42 assistències.

### RC Celta

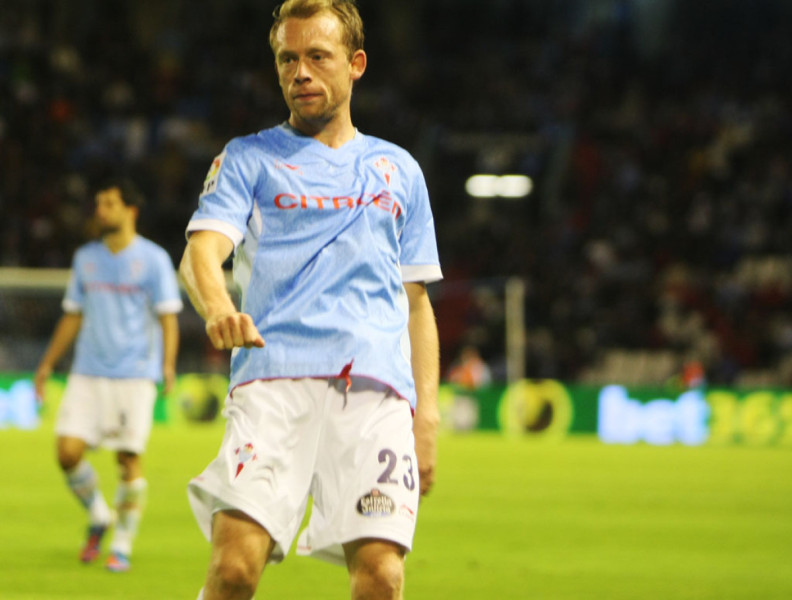
Durant la seva etapa al Celta de Vigo, en un partit contra el Deportivo l'any 2012

El 22 d'agost de 2012 es va confirmar el seu traspàs al Celta de Vigo, que tot just havia acendit a la Primera Divisió espanyola, per un import proper al milió d'euros. El jugador va passar a percebre un sou net de prop de 900.000 euros, ampliables a quasi 2 milions d'euros al llarg de les següents 3 temporades en què estava estipulat el contracte.
Debutà 3 dies després d'haver estat fitxat en la 2a jornada del campionat al camp d'Anoeta, en un partit que l'enfrontava a la Reial Societat i que acabà amb derrota visitant; va jugar la totalitat del partit. Dues jornades després, contra el València FC a Mestalla marcaria el seu primer gol com a celtista, tot i que aquest no serviria per evitar la derrota (2-1).
El seu segon any al club, la temporada 2013/14 amb l'arribada de Luis Enrique Martínez com a entrenador, baixà una mica el seu rendiment i va perdre la titularitat en alguns partits, malgrat que va seguir sent una peça important de la plantilla. El seu redescobriment en una posició més centrada en el terrany de joc cap al tram final de temporada va suposar la seva consolidació en l'onze titular del R.C. Celta, signant grans actuacions.
Entrada la temporada 2014/15, amb Eduardo Berizzo a la banqueta, Krohn-Dehli es va mantenir com un fix al centre del camp del Celta. Disputats gairebé la totalitat de minuts dels partits de la lliga - no en canvi a la Copa del Rei, a causa de rotacions per decisió tècnica -, anotà una única diana en l'empat davant l'Elx CF corresponent a la 25a jornada.
Les seves bones actuacions amb l'equip viguès el van convertir en un dels jugadors de referència de l'equip i a punt de finalitzar el seu contracte el segon tram de la temporada 2015, van reiterar el desig per seva renovació de cara als cursos següents. No obstant, el presumpte interès d'altres conjunts com el Tottenham FC, el Sevilla FC, el Vila-real CF o el Màlaga CF per a aconseguir els seus serveis van fer que el danès es decantés per l'opció sevillista.

### Sevilla FC
Després d'haver finalitzat el seu contracte amb el Celta de Vigo, s'incorporà a l'equip sevillista per a les properes dues campanyes. Fou presentat oficialment el 25 de juny de 2015, moment en què el propi jugador va reconéixer que la idea de poder disputar la Lliga de Campions va ser un factor clau en la seva decisió de canviar de club: "És un somni per a mi poder jugar la Champions. Estic molt feliç de venir al Sevilla, que és un gran equip". Aquella mateixa temporada el club havia guanyat la Lliga Europa derrotant a la final al Dniprò ucraïnès (2-3), la qual cosa el proclamava el primer equip a guanyar aquesta competició dues vegades consecutives i li donava accés directe a la fase de grups de la màxima competició europea la temporada següent.
L'11 d'agost de 2015 va jugar la seva primera final en una competició oficial. Ho feu com a titular i disputant la totalitat de la Supercopa d'Europa 2015 a Tbilisi, en què l'equip sevillà va perdre contra el FC Barcelona per 5-4.
El 28 d'abril de 2016, Krohn-Dehli va patir una greu lesió a la ròtula quan feia poc que havia començat a jugar la semifinal de la Lliga Europa de la UEFA a l'Arena Lviv contra l'Xakhtar Donetsk, una lesió que va causar l'alarma en companys i rivals. Krohn-Dehli fou operat l'endemà a la Clínica Sagrado Corazón de Sevilla després d'haver tornat amb la resta de l'expedició sevillista. Després de l'operació el Sevilla FC va informar que Krohn-Dehli es perdria de set a vuit mesos de temporada, depenent de l'evolució de la rehabilitació.

### Deportivo La Coruña
El 29 de gener de 2018, Krohn-Dehli va fitxar lliure pel Deportivo de La Coruña per un any i mig.

## Internacional

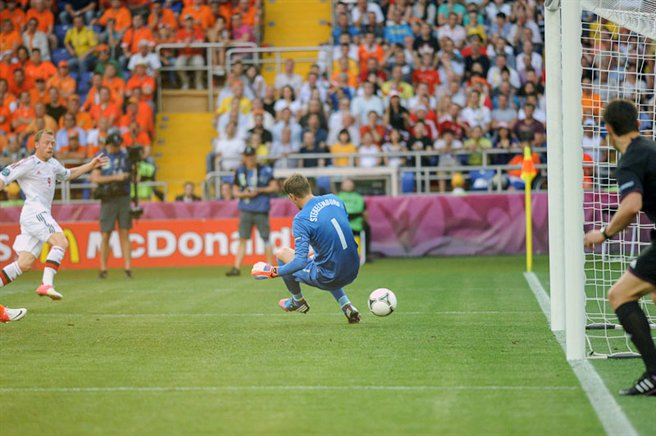
Krohn-Dehli anotant el gol de la victòria davant els Països Baixos durant l'Eurocopa 2012

Ha estat internacional amb la Selecció de futbol de Dinamarca, amb la qual ha jugat 48 partits.
El seu debut internacional es va produir l'11 d'octubre de 2006 de la mà del seleccionador Morten Olsen, durant la fase classificatòria per l'Eurocopa 2008, en un partit contra Liechtenstein. Krohn-Dehli saltà al terreny de joc en el minut 78 i el partit es va saldar amb un 0-4 a favor.
El 9 de juny de 2012 va marcar el seu primer gol en una Eurocopa. Marcà l'1-0 contra els Països Baixos i que suposaria la victòria danesa al final del partit. Krohn-Dehli afirmà als periodistes que estava satisfet i sobre el gol comentà que "és una mica especial per a mi, ja que vaig jugar durant vuit anys als Països Baixos i tinc una xicota neerlandesa, així que crec que tota la família estava animant als Països Baixos. He trobat espai per moure'm, i estic molt feliç d'haver estat capaç d'anotar-ne un contra els neerlandesos. Ara ja no és tan necessari per guanyar la resta [dels matxs de la fase de grups] per avançar a la fase eliminatòria".
També marcaria dies després, el 17 de juny, el gol de l'empat davant Alemanya, on fet i fet van caure derrotats 1-2, i no aconseguirien passar a quarts de final.

## Palmarès

### Ajax
- 1 Copa KNVB (2007)[2]

### Individual
- 2 Jugador de l'any del Brøndby IF[28]

## Estadístiques

### Club
A continuació es mostren les estadístiques pel que fa a clubs, per any i equip:
| Temporada | Club                     | Competició         | Partits jugats | Gols       | Assistències | T. grogues | T. vermelles | Suplències | Substitucions |
| --------- | ------------------------ | ------------------ | -------------- | ---------- | ------------ | ---------- | ------------ | ---------- | ------------- |
| 2004–05   | RKC Waalwijk             | Eredivisie         | 31             | 2          | 2            | 2          | 0            | 1          | 9             |
| 2005–06   | RKC Waalwijk             | Eredivisie         | 17             | 0          | 3            | 0          | 0            | 5          | 6             |
| 2006–07   |                          | Total              | 15             | 1          | 2            | 0          | 0            | 7          | 0             |
|           | AFC Ajax                 | Eredivisie         | 3              | 0          | 0            | 0          | 0            | 3          | 0             |
|           | Sparta Rotterdam (cedit) | Eredivisie         | 12             | 1          | 2            | 0          | 0            | 4          | 0             |
| 2007–08   | AFC Ajax                 | Eredivisie         | 1              | 0          | 0            | 0          | 0            | 1          | 0             |
| 2008–09   | Brøndby IF               | Total              | 34             | 7          | 10           | 3          | 0            | 2          | 7             |
|           |                          | Superligaen        | 28             | 5          | 10           | 2          | 0            | 1          | 7             |
|           |                          | DBU Landspokal     | 4              | 1          | 0            | 1          | 0            | 1          | 0             |
|           |                          | Copa UEFA          | 2              | 1          | 0            | 0          | 0            | 0          | 0             |
| 2009–10   | Brøndby IF               | Total              | 38             | 4 (2 p.)   | 17           | 2          | 0            | 2          | 12            |
|           |                          | Superligaen        | 32             | 4 (2p.)    | 14           | 1          | 0            | 2          | 10            |
|           |                          | Qual. Lliga Europa | 6              | 0          | 3            | 1          | 0            | 0          | 2             |
| 2010–11   | Brøndby IF               | Total              | 35             | 12 (5 p.)  | 8            | 7          | 1            | 2          | 7             |
|           |                          | Superligaen        | 29             | 12 (5 p.)  | 4            | 5          | 1            | 1          | 5             |
|           |                          | DBU Landspokal     | 1              | 0          | 0            | 1          | 0            | 1          | 0             |
|           |                          | Qual. Lliga Europa | 5              | 0          | 4            | 1          | 0            | 0          | 2             |
| 2011–12   | Brøndby IF               | Total              | 31             | 8 (3 p.)   | 7            | 4          | 0            | 0          | 7             |
|           |                          | Superligaen        | 27             | 5 (2 p.)   | 7            | 3          | 0            | 0          | 6             |
|           |                          | DBU Landspokal     | 2              | 2          | 0            | 0          | 0            | 0          | 1             |
|           |                          | Qual. Lliga Europa | 2              | 1 (1 p.)   | 0            | 1          | 0            | 0          | 0             |
| 2012-13   |                          | Total              | 43             | 2          | 7            | 8          | 0            | 3          | 9             |
|           | Brøndby IF               | Superligaen        | 6              | 0          | 0            | 0          | 0            | 1          | 0             |
|           | Celta de Vigo            | La Liga            | 34             | 2          | 6            | 7          | 0            | 2          | 8             |
|           | Celta de Vigo            | Copa del Rei       | 3              | 0          | 1            | 1          | 0            | 0          | 1             |
| 2013-14   | Celta de Vigo            | Total              | 33             | 0          | 5            | 6          | 0            | 10         | 9             |
|           |                          | La Liga            | 31             | 0          | 5            | 5          | 0            | 10         | 8             |
|           |                          | Copa del Rei       | 2              | 0          | 0            | 1          | 0            | 0          | 1             |
| 2014-15   | Celta de Vigo            | Total              | 38             | 1          | 5            | 8          | 0            | 2          | 14            |
|           |                          | La Liga            | 36             | 1          | 5            | 7          | 0            | 1          | 14            |
|           |                          | Copa del Rei       | 2              | 0          | 0            | 1          | 0            | 1          | 0             |
| 2015-16   | Sevilla FC               | Total              | 1              | 0          | 0            | 1          | 0            | 0          | 0             |
|           |                          | La Liga            | 0              | 0          | 0            | 0          | 0            | 0          | 0             |
|           |                          | Copa del Rei       | 0              | 0          | 0            | 0          | 0            | 0          | 0             |
|           |                          | Supercopa d'Europa | 1              | 0          | 0            | 1          | 0            | 0          | 0             |
|           |                          | Lliga de Campions  | 0              | 0          | 0            | 0          | 0            | 0          | 0             |
| Total     | Total                    | Total              | 317            | 37 (10 p.) | 66           | 41         | 2            | 35         | 80            |

1. ↑  Els penals (p.) es troben inclosos en els gols totals.

### Internacional
A continuació es mostren les estadístiques amb la selecció absoluta de Dinamarca i la relació de gols internacionals marcats:
| Competició                     | Partits jugats | Gols | Assistències | T. grogues | T. vermelles | Suplències | Substitucions |
| ------------------------------ | -------------- | ---- | ------------ | ---------- | ------------ | ---------- | ------------- |
| Amistosos                      | 23             | 2    | 3            | 0          | 0            | 4          | 12            |
| Classificatòria per l'Eurocopa | 13             | 2    | 1            | 1          | 0            | 1          | 5             |
| Classificatòria pel Mundial    | 11             | 0    | 6            | 1          | 0            | 2          | 2             |
| Eurocopa 2012                  | 3              | 2    | 1            | 0          | 0            | 0          | 1             |
| Total                          | 50             | 6    | 11           | 2          | 0            | 7          | 20            |

| #  | Data                   | Estadi                                         | Selecció rival | Condició | Gol | Resultat final | Competició          |
| -- | ---------------------- | ---------------------------------------------- | -------------- | -------- | --- | -------------- | ------------------- |
| 1. | 29 de març de 2011     | Estadi Antona Malatinského, Trnava, Eslovàquia | Eslovàquia     | Visitant | 2–1 | 2–1            | Amistosos           |
| 2. | 7 d'octubre de 2011    | Estadi GSP, Nicosia, Xipre                     | Xipre          | Visitant | 3–0 | 4–1            | Qual. Eurocopa 2012 |
| 3. | 11 d'octubre de 2011   | Estadi Parken, Copenhaguen, Dinamarca          | Portugal       | Local    | 1–0 | 2–1            | Qual. Eurocopa 2012 |
| 4. | 11 de novembre de 2011 | Estadi Parken, Copenhaguen, Dinamarca          | Suècia         | Local    | 2–0 | 2–0            | Amistosos           |
| 5. | 9 de juny de 2012      | Estadi Metalist, Khàrkiv, Ucraïna              | Països Baixos  | Visitant | 1–0 | 1–0            | Eurocopa 2012       |
| 6. | 17 de juny de 2012     | Arena Lviv, Lviv, Ucraïna                      | Alemanya       | Local    | 1–1 | 1–2            | Eurocopa 2012       |